# آیومی هاماساکی
آیومی هاماساکی (به ژاپنی: 浜崎 あゆみ، Hamasaki Ayumi)‏ (۲ اکتبر ۱۹۷۸ - ) خواننده و ترانه‌سرای محبوب ژاپنی است. وی در چند فیلم نیز به ایفای نقش پرداخته‌است. این خواننده ژاپنی در سال ۱۹۹۹ با انتشار آهنگ a song for xx طرفداران زیادی جذب کرد . این خواننده ژاپنی به ملکه جی پاپ نیز معروف است.

## آثار

### آلبوم‌ها
- Nothing from Nothing (mini-album) - 1995
- A Song for XX - 1999
- Loveppears - 1999
- Duty - 2000
- I am... - 2002
- Rainbow - 2002
- Memorial Address (mini-album) - 2003
- My Story - 2004
- (Miss)understood - 2006
- Secret - 2006
- Guilty - 2008
- Next Level - 2009

### فیلم‌ها
- Twins Teacher - 1993
- Battle Spirits Ryûko no Ken - 1993
- Sumomo mo Momo - 1995
- Miseinen - 1995
- Ladys Ladys!! Soucho Saigo no Hi - 1995
- Nagisa no Sindbad - 1995
- Gakko II - 1996
- Tsuki ni Shizumu - 2002